# Urpo Vähäranta
Urpo Vähäranta (ur. 15 czerwca 1926 w Uusikaupunki, zm. 10 września 2011) – fiński lekkoatleta, średniodystansowiec.
Podczas igrzysk olimpijskich w Helsinkach (1952) odpadł w eliminacjach na 1500 metrów.
Na mistrzostwach Europy w Bernie (1954) odpadł w półfinale na 800 metrów.
Sześciokrotny medalista mistrzostw Finlandii:
- dwa złote medale w biegu na 800 metrów (1953 i 1954)
- srebro (1953) oraz brąz (1952) na 1500 metrów
- srebro w sztafecie 4 × 400 metrów (1957)
- srebro w sztafecie 4 × 1500 metrów (1958)

Wielokrotny reprezentant kraju w meczach międzypaństwowych.

## Rekordy życiowe
- Bieg na 400 metrów – 51,8 (1953)
- Bieg na 800 metrów – 1:50,4 (1953)
- Bieg na 1000 metrów – 2:24,0 (1952)
- Bieg na 1500 metrów – 3:48,4 (1952)